# Błąd 8 sekund (NBA)
Ten artykuł opisuje zagadnienie koszykarskie zgodne z normami NBA.
Zasady w ligach FIBA, NCAA lub innych mogą różnić się od tutaj przedstawionych.

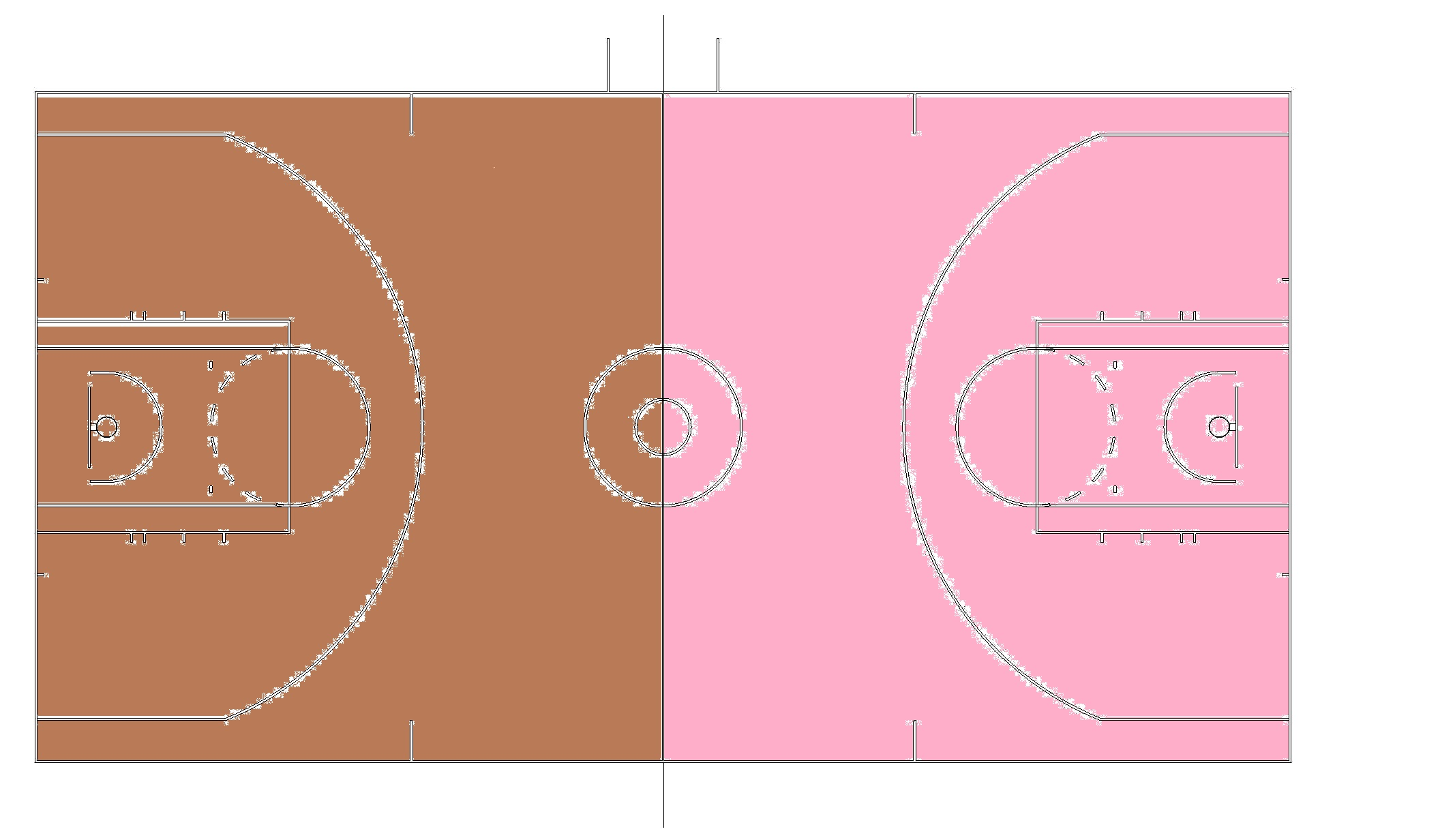
Zakładając, że drużyna z piłką atakuje kosz po prawej stronie, to połowa boiska zaznaczona na brązowo jest polem obrony, a na różowo - polem ataku.

Błąd 8 sekund – błąd polegający na ciągłym posiadaniu przez drużynę ataku piłki na ich polu obrony przez więcej niż 8 sekund.
Przyznawane jest nowe 8 sekund, jeśli:
- obrona:
  - kopie lub uderza piłkę
  - popełnia techniczny lub osobisty faul
  - opóźnia grę[2]
- gra zostaje zawieszona
- drużyna zyskuje kontrolę nad piłką w wyniku rzutu sędziowskiego na polu obrony
- podczas wprowadzenia piłki z autu z pola ataku na pole obrony w ostatnich 2 minutach IV kwarty lub każdej dogrywki[3].

Karą za popełnienie błędu 8 sekund jest wprowadzenie piłki z autu przez drużynę przeciwną w wysokości linii środkowej boiska.